# 阿克苏区 (伊塞克湖州)
阿克苏区，是吉尔吉斯斯坦东北部伊塞克湖州下辖的一个区。治所位于阿克苏。 该区面积为9,917平方（3,829平方英里），2009年常住人口为63,686人。